# Miss Venezuela 2017
Miss Venezuela 2017 foi a 65.ª edição do concurso Miss Venezuela, realizada em 9 de novembro de 2017 no Estudio 5 de Venevisión em Caracas, Distrito Capital com transmissão nacional pelo Venevisión,  e pelo DirecTV. A vencedora, Sthefany Gutiérrez, do Delta Amacuro, foi coroada pela sua antecessora, Keysi Sayago, vencedora da edição anterior.

## Resultados
| Colocação                           | Candidata |
| Miss Venezuela 2017                 | - Delta Amacuro- Sthefany Gutiérrez |
| Miss Venezuela Mundo                | - Vargas - Veruska Ljubisavljevic |
| Miss Venezuela Internacional        | - Barinas - Mariem Velazco |
| 4.ª colocada (Miss Grand Venezuela) | - Falcón - Biliannis Álvarez |
| 5.ª colocada                        | - Amazonas - Megan Beci |
| Semifinalistas (Top 10)             | - Aragua - Oriana Rodríguez - Distrito Capital - Sofía Rodríguez - Miranda - Oriana Gil - Portuguesa - Nariman Battikha - Yaracuy - Rosangela Matos |

## Jurados

### Final
Elegeram a vencedora: 
1. Peggy Koop, Miss Venezuela 1968.
2. María Antonieta Cámpoli, Miss Venezuela 1972.
3. Maritza Pineda, Miss Venezuela 1975.
4. Inés María Calero, Atriz venezuelana, Miss Venezuela 1987.
5. Cynthia Lander, Miss Venezuela 2001.
6. Vanessa Peretti, modelo, filantropo, Miss Venezuela International 2006 e primeiro mudo surdo para competir em Miss Venezuela.
7. Ángela Ruiz, modelo profissional,4.ª colocada Miss Venezuela 2010
8. Fanny Ottati, modelo y apresentadora do Sábado Sensacional.

## Candidatas
| Estado           | Candidata                                | I  | Representação             |
| Amazonas         | Megan Alexandra Beci Scarr               | 20 | Caracas                   |
| Anzoátegui       | María Alejandra Véliz Gago               | 24 | Puerto La Cruz            |
| Apure            | Yanuaria Yasmín Verde Velásquez          | 25 | Trujillo                  |
| Aragua           | Oriana Fabiola Rodríguez Avendaño        | 19 | Betijoque                 |
| Barinas          | Mariem Claret Velazco García             | 19 | El Tigre                  |
| Bolívar          | Angela del Valle Zárraga Malavé          | 22 | Ciudad Guayana            |
| Carabobo         | Génesis Alexandra Contreras Ferlicchia   | 23 | Valencia                  |
| Cojedes          | Mariacarlota Arcay Viso                  | 19 | Valencia                  |
| Delta Amacuro    | Sthefany Yoharlis Gutiérrez Gutiérrez    | 18 | Barcelona                 |
| Distrito Capital | Sofía Santa Rodríguez Correa             | 23 | Caracas                   |
| Falcón           | Biliannis Guillermina Álvarez Chirinos   | 19 | Cabimas                   |
| Guárico          | Oriana Saell Durán Rendón                | 24 | La Victoria               |
| Lara             | Giuliana Valentina Lombardi Camacho      | 18 | Barquisimeto              |
| Mérida           | Yoselín Paola Rojas Márquez              | 22 | Tovar                     |
| Miranda          | Oriana Cristina Gil Rondón               | 21 | Los Teques                |
| Monagas          | María Cecilia Guevara Torrealba          | 24 | Caracas                   |
| Nueva Esparta    | María Yerardy Montoya Padrino            | 22 | San Casimiro              |
| Portuguesa       | Nariman Cristina Battikha Yanyi          | 22 | Maturín                   |
| Sucre            | Jesudelvys Zharat Bruzual Acuña          | 24 | Cumaná                    |
| Táchira          | María Sofía Contreras Trujillo           | 18 | Seboruco                  |
| Trujillo         | Amira (Amura) Humeidan Ballan            | 18 | Valera                    |
| Vargas           | Veruska Betania Ljubisavljevic Rodríguez | 26 | Caracas                   |
| Yaracuy          | Rosangela Graciela Matos Añez            | 24 | Los Puertos de Altagracia |
| Zulia            | Mariángele Galbán Rosales                | 20 | Maracaibo                 |